# Werkseinstellung
Werkseinstellung meint den Zustand eines elektronischen konfigurierbaren Gerätes hinsichtlich Einstellungen und Speicher zum Zeitpunkt der Auslieferung beziehungsweise "ab Werk".

## Begriffsverwendung
Von Werkseinstellung ist die Rede, wenn der Hersteller eines Gerätes wie Smartphone, Router, PC oder Fernseher die Option bietet, benutzerdefinierte Einstellungen zurückzusetzen und den benutzerseitig genutzten Speicher zu löschen. Der Sinn und Zweck dieser Option besteht ursprünglich als ultima ratio zur Problemlösung. Bevor auf die Werkseinstellung zurückgesetzt wird, sollten die vorgenommenen Einstellungen und gespeicherten Inhalte auf ein anderes Speichermedium gesichert werden.